# Tankolon-Tiopanaon
Ne doit pas être confondu avec Tankolon.
Tankolon-Tiopanaon est une localité située dans le département de Bousséra de la province du Poni dans la région Sud-Ouest au Burkina Faso.

## Géographie
Tankolon-Tiopanaon est situé à environ 2 km à l'ouest de Bousséra, le chef-lieu départemental, et à 8 km à l'est de Gaoua, la métropole régionale.

## Santé et éducation
Le centre de soins le plus proche de Tankolon-Tiopanaon est le centre de santé et de promotion sociale (CSPS) de Bousséra tandis que le centre médical avec antenne chirurgicale (CMA) de la province se trouve à Gaoua.